# Xavier Tillman
Xavier Tillman (ur. 12 stycznia 1999 w Grand Rapids) – amerykański koszykarz, występujący na pozycji silnego skrzydłowego, obecnie zawodnik Boston Celtics.
W 2014 zajął czwarte miejsce w turnieju Adidas Nations.
7 lutego 2024 został wytransferowany do Boston Celtics.

## Osiągnięcia
Stan na 29 lutego 2024, na podstawie, o ile nie zaznaczono inaczej.
NCAA
- Uczestnik rozgrywek:
  - final four turnieju NCAA (2019)
  - turnieju NCAA (2019, 2020)
- Mistrz:
  - turnieju konferencji Big 10 (2019)
  - sezonu regularnego Big 10 (2018–2020)
- Obrońca roku Big 10 (2020)[4]
- Najlepszy rezerwowy konferencji Big 10 (2019)
- Laureat klubowych nagród MSU:
  - Największy postęp (2018, 2019)
  - Unsung Player Award (2018)
- Zaliczony do:
  - I składu:
    - regionu wschodniego turnieju NCAA (2019)
    - Academic All-Big Ten (2019)
    - defensywnego Big 10 (2020)

  - II składu:
    - Academic All-American (2020)
    - Big 10 (2020)